# Opel GT (2006)
 For alternative betydninger, se Opel GT. (Se også artikler, som begynder med Opel GT)
Opel GT var en 2 personers sportsvogn der blev bygget fra 2006 til 2009 og skulle tage arven op efter Opel Speedster.
Bilen blev produceret på samme fabrik som modellerne Saturn Sky og Pontiac Solstice.
| Stub | Spire Denne bilrelaterede artikel er en spire som bør udbygges. Du er velkommen til at hjælpe Wikipedia ved at udvide den. |